# Великий Ліс (Ушомирський район)
Великий Ліс (рос. Великий Лес) — колишній хутір у Коростенській (Іскоростської) волості Овруцького повіту Волинської губернії та Пашинській сільській раді Ушомирського району Коростенської округи.

## Населення
У 1906 році налічувалося 55 мешканців, дворів — 9.

## Історія
У 1906 році — хутір Іскоростскої волості (2-го стану) Овруцького повіту Волинської губернії. Відстань до повітового центру, м. Овруч, становила 61 версту, до волосного центру, містечка Іскорость — 14 верст. Найближче поштово-телеграфне відділення розміщувалося у міст. Іскорость.
Станом на 17 грудня 1926 року числився у підпорядкуванні Пашинської сільської ради Ушомирського району Коростенської округи.
Знятий з обліку до 1 жовтня 1941 року.